# Вирозева къща
Вирозевата къща (на гръцки: Οικία Βυρόζη) е къща в град Воден, Гърция.
Къщата е разположена в традиционния квартал Вароша на улица „Македономахи“ № 38. Изградена е в XIX век. Собственост е на Ат. Вирозис.
В 1988 година като пример за традиционната градска архитектура на XIX век е обявена за паметник на културата.